# Canthidermis maculata
Canthidermis maculata là một loài cá biển thuộc chi Canthidermis trong họ Cá bò da. Loài này được mô tả lần đầu tiên vào năm 1786.

## Từ nguyên
Tính từ định danh maculata trong tiếng Latinh có nghĩa là "lốm đốm", hàm ý đề cập đến các đốm trắng nhỏ bao phủ khắp cơ thể của loài cá này.

## Phạm vi phân bố và môi trường sống
C. maculata được phân bố trên toàn thế giới, tập trung chủ yếu ở các vùng biển nhiệt đới và ôn đới trên Ấn Độ Dương, Thái Bình Dương và Đại Tây Dương (trừ Địa Trung Hải), xa nhất về phía bắc đến bờ nam đảo Ireland.
C. maculata sống trên các rạn san hô ở độ sâu đến 110 m; cá trưởng thành và cá con thường lẫn trong đám tảo mơ Sargassum.

## Mô tả
Chiều dài cơ thể lớn nhất được ghi nhận ở C. maculata là 50 cm. Thân của C. maculata có màu xanh lam xám hoặc xanh đen, trắng ở dưới bụng. Thân và các vây có nhiều đốm trắng, nhạt dần và biến mất theo tuổi. Vây lưng và vây hậu môn vươn cao.
Số gai ở vây lưng: 3; Số tia vây ở vây lưng: 23–25; Số gai ở vây hậu môn: 0; Số tia vây ở vây hậu môn: 20–22; Số tia vây ở vây ngực: 13–15.

## Sinh thái học
Thức ăn của C. maculata chủ yếu là những loài động vật phù du. C. maculata có thể hợp thành đàn lớn. Vào thời điểm sinh sản, C. maculata trưởng thành sẽ bơi vào vùng nước nông.

## Phân loại học
C. rotundatus và C. willughbeii được xem là những danh pháp đồng nghĩa của C. maculata theo Sahayak và cộng sự (2014).

## Thương mại
C. maculata được bắt gặp trong hoạt động buôn bán cá cảnh. Giá bán trực tuyến dao động từ 49,99 đến 599 USD một con tùy theo kích cỡ. Loài này cũng được đánh bắt trong ngành ngư nghiệp và được bán trong các chợ cá.